# Braque Saint-Germain
Die Braque Saint-Germain ist eine von der FCI anerkannte französische Hunderasse (FCI-Gruppe 7, Sektion 1.1, Standard Nr. 115).

## Herkunft und Geschichtliches
Die Rasse entstand um 1830 durch Kreuzung von kontinentalen und englischen Pointern. Bei der ersten Hundeausstellung in Frankreich 1863 war die Braque Saint-Germain die am stärksten vertretene Vorstehhundrasse; heute ist die Rasse gefährdet.

## Beschreibung
Bis 62 cm großer Hund mit kurzem, nicht zu feinem Haar in mattweiß mit orange-(falb-)farbener Zeichnung. Eine Tüpfelung wird gemäß Rassestandard toleriert, aber nicht angestrebt. Die Augen sind groß, offen und gold-gelb. Die abgerundeten hängenden Ohren, die auf Augenhöhe ansetzen, sollen nicht zu lang sein. Die Rute ist am Ansatz dick und endet in einer Spitze. Die Hauptgangart der Braque Saint-Germain ist der Galopp.

## Wesen
Die Braque Saint-Germain ist zutraulich, ausgeglichen, liebevoll und leicht auszubilden, sie mag keine schroffe Behandlung.

## Verwendung
Die Rasse wird in erster Linie zur Jagd auf Fasane, Rebhühner und Schnepfen verwendet, die mit weichem Maul apportiert werden. Sie ist als Familienhund geeignet.